# Гур'янов Микола Олексійович
Микола Олексійович Гур'янов (рос. Николай Алексеевич Гурьянов; *24 травня 1909 — †24 серпня 2002) — протоієрей Російської православної церкви, православний старець з острова Заліт (Псковська єпархія). Поет.
Микола Олексійович Гур'янов народився у 1909 році в купецькій сім'ї в селі Чудські Заходи Гдовського повіту Санкт-Петербурзької губернії. У дитинстві він прислужував у вівтарі. У 1926 році закінчив Гатчинський педагогічний технікум, У 1929 році — Ленінградський педагогічний інститут, після чого викладав у школі й служив псаломщиком у Тосно.
1929 року Микола Олексійович таємно був рукопокладений у священики. Через два роки його зарештували, і кілька років батюшка провів у ленінградській в'язниці «Хрести» і в таборі під Києвом, а потім був відправлений у заслання до Сиктивкара.
Після свого звільнення 1942 року отець Микола служив на приходах у Латвії, Литві та Естонії, 1958 року був переведений у Псковську єпархію й призначений настоятелем храму в ім'я святителя Миколая на острові Заліт на Псковському озері, де й служив до своєї смерті 24 грудня 2002 року.
Отця Миколу глибоко шанували як прозорливого старця православні віруючі по всій Росії. Багато людей приїжджали на острів Заліт, щоб отримати від старця Миколи мудру пораду або втіху. У 3 річницю смерті протоієрея Миколи в багатьох храмах Російської Православної Церкви по покійному старцю були відслужені панахиди.